# Jordan Clark
Jordan Clark (Okotoks, 29 dicembre 1991) è una ballerina e attrice canadese.

## Biografia
Nel 2011 partecipa e vince lo show So you think you can dance Canada.
Dal 2013 ha preso parte allo show canadese The Next Step nel ruolo di Giselle, una talentuosa ballerina acrobatica, e dal 2016 appare come guest nello spin-off Lost & Found Music Studios.

## Filmografia

### Cinema
- Silent Hill: Revelation 3D, regia di M.J. Bassett (2012) – non accreditata
- Dancin' It's On, regia di David Winters (2015)

### Televisione
- Harriet la spia: la guerra dei blog (Harriet the Spy: Blog Wars), regia di Ron Oliver – film TV (2010)
- Camp Rock 2: The Final Jam, regia di Paul Hoen – film TV (2010)
- Nemici per la pelle (Frenemies), regia di Daisy von Scherler Mayer – film TV (2012)
- The Next Step – serie TV, 102 episodi (2013-2022)
- Lost & Found Music Studios – serie TV, 10 episodi (2015-2016)
- Private Eyes – serie TV, episodio 3x07 (2019)
- What's Up North – serie TV, 6 episodi (2019-2020)
- My Perfect Landing – serie TV, 12 episodi (2020)
- Left for Dead: The Ashley Reeves Story, regia di Gloria Kim – film TV (2021)
- Circuit Breakers – serie TV, episodio 1x02 (2022)
- Summer Camp (Bunk'd) – serie TV, 3 episodi (2023)

### Cortometraggi
- Pieces, regia di Dylan Boom (2020)

### Videoclip musicali
- Waiting for the Night di Nelly Furtado, regia di The Seed Collective (2013)
- Invincible di Kelly Clarkson (2015)
- Bust a Left di Meg Donnelly (2018)

## Doppiatrici italiane
- Loretta Di Pisa in The Next Step